# Alexander Khalifman
Alexander Valeryevich Khalifman (18 de Janeiro de 1966) é um jogador de xadrez russo.
Alexander Khalifman obteve o seu título de Grande Mestre Internacional em 1990, ano em que venceu o open de Nova Iorque à frente de vários jogadores de qualidade.
É sobretudo conhecido por ter conquistado em 1999 o título de campeão do mundo de xadrez pela FIDE, título que preservou até ao ano seguinte quando o perdeu para Viswanathan Anand.
Em Abril de 2005 o seu ELO na FIDE era de 2658, correspondendo ao 42º lugar mundial.